# Divizia Națională 2021-2022
La Divizia Națională 2021-2022 è stata la 31ª edizione della massima serie del campionato moldavo di calcio. La stagione è iniziata il 1º luglio 2021 ed è terminata il 14 maggio 2022.
Lo Sheriff Tiraspol, squadra campione in carica, si è riconfermata conquistando il titolo per la ventesima volta nella sua storia, la settima consecutiva.

## Stagione

### Novità
Al termine della Divizia Națională 2020-2021 il Codru Lozova è retrocesso in Divizia A, mentre lo Speranța Nisporeni è stato escluso per motivi finanziari. Il Dacia Buiucani non si è iscritto a questa edizione del torneo per problemi finanziari ed è ripartito dalla Divizia A. Il Florești è stato penalizzato di 6 punti in seguito a una condanna per partite truccate e successivamente estromesso dal campionato per attività illecite . Dalla Divizia A 2020-2021 è stato promosso il Bălți.

### Formato
Le otto squadre si affrontano quattro volte, per un totale di ventotto giornate. La squadra campione di Moldavia si qualifica al primo turno di qualificazione della UEFA Champions League 2022-2023, la seconda e la terza classificata si qualificano al primo turno di qualificazione della UEFA Europa Conference League 2022-2023, la squadra penultima in classifica disputa uno spareggio promozione-retrocessione con la seconda classificata in Divizia A, mentre la squadra ultima in classifica retrocede direttamente in Divizia A.

## Squadre partecipanti
| Club              | Stagione | Città    | Stadio              | Stagione precedente           |
| ----------------- | -------- | -------- | ------------------- | ----------------------------- |
| Bălți             |          | Bălți    | Municipale          | 1º posto in Divizia A         |
| Dinamo-Auto       |          | Tiraspol | Dinamo-Auto         | 6º posto in Divizia Națională |
| Florești          |          | Florești | Orășenesc (Tighina) | 7º posto in Divizia Națională |
| Milsami Orhei     |          | Orhei    | CSR Orhei           | 3º posto in Divizia Națională |
| Petrocub Hîncești |          | Hîncești | Orășenesc           | 2º posto in Divizia Națională |
| Sfîntul Gheorghe  |          | Suruceni | Zimbru-2 (Chișinău) | 4º posto in Divizia Națională |
| Sheriff Tiraspol  | dettagli | Tiraspol | Sheriff             | Campione di Moldavia          |
| Zimbru Chișinău   |          | Chișinău | Zimbru              | 8º posto in Divizia Națională |

## Allenatori e primatisti
| Squadra           | Allenatore                                                                       | Giocatore più presente (tra parentesi il numero delle presenze) | Capocannoniere (tra parentesi il numero dei gol segnati) |
| ----------------- | -------------------------------------------------------------------------------- | --------------------------------------------------------------- | -------------------------------------------------------- |
| Bălți             | Ihor Rachajev (1ª-19ª) Serghei Cebotari (20ª-28ª)                                | Welington Taira (25)                                            | Emmanuel Alaribe (8)                                     |
| Dinamo-Auto       | Igor' Dobrovol'skij (1ª-19ª) Oleg Bejenar (20ª-28ª)                              | Octavian Bulat (26)                                             | Marin Căruntu (6)                                        |
| Florești          | Jurij Hrošev                                                                     | Igor Bondarenco, Andrei Cobeț (19)                              | Andrei Cobeț (6)                                         |
| Milsami Orhei     | Serghei Dubrovin                                                                 | Sergiu Nazar (27)                                               | Sergiu Istrati (15)                                      |
| Petrocub Hîncești | Lilian Popescu                                                                   | Victor Bogaciuc, Ioan-Călin Revenco (26)                        | Vladimir Ambros (17)                                     |
| Sfîntul Gheorghe  | Serghei Cebotari (1ª-13ª) Stanislav Luca (14ª-19ª) Nicolae Mandrîcenco (20ª-28ª) | Petru Ojog (23)                                                 | Victor Stînă (7)                                         |
| Sheriff Tiraspol  | Jurij Vernydub                                                                   | Adama Traoré (23)                                               | Momo Yansane (11)                                        |
| Zimbru Chișinău   | Vlad Goian (1ª-19ª) Michele Bon (20ª-28 e spareggio)                             | Ștefan Burghiu (26)                                             | Eugen Sidorenco (5)                                      |

## Classifica finale
|  | Pos. | Squadra           | Pt | G  | V  | N | P  | GF | GS | DR  |
|  | ---- | ----------------- | -- | -- | -- | - | -- | -- | -- | --- |
|  | 1.   | Sheriff Tiraspol  | 70 | 28 | 22 | 4 | 2  | 75 | 8  | +67 |
|  | 2.   | Petrocub Hîncești | 64 | 28 | 20 | 4 | 4  | 62 | 20 | +42 |
|  | 3.   | Milsami Orhei     | 51 | 28 | 15 | 6 | 7  | 50 | 31 | +19 |
|  | 4.   | Sfîntul Gheorghe  | 38 | 28 | 10 | 8 | 10 | 38 | 39 | -1  |
|  | 5.   | Bălți             | 36 | 28 | 11 | 3 | 14 | 39 | 39 | 0   |
|  | 6.   | Dinamo-Auto       | 32 | 28 | 9  | 5 | 14 | 35 | 72 | -37 |
|  | 7.   | Zimbru Chișinău   | 27 | 28 | 7  | 6 | 15 | 32 | 46 | -14 |
|  | 8.   | Florești (-6)     | -6 | 28 | 0  | 0 | 28 | 12 | 88 | -76 |

Legenda:
      Campione di Moldavia e ammessa alla UEFA Champions League 2022-2023.
      Ammesse alla UEFA Europa Conference League 2022-2023.
 Ammessa allo spareggio promozione-retrocessione.
      Esclusa a campionato in corso.
Note:
Tre punti a vittoria, uno a pareggio, zero a sconfitta.
Vittoria 3-0 a tavolino contro il Florești dalla 20ª giornata di campionato.

## Risultati

### Partite (1-14)
|                   | Băl  | Din  | Flo  | Mil  | Pet  | Sfî  | She  | Zim  |
| ----------------- | ---- | ---- | ---- | ---- | ---- | ---- | ---- | ---- |
| Bălți             | –––– | 2-4  | 3-1  | 0-1  | 2-4  | 1-2  | 0-2  | 2-1  |
| Dinamo-Auto       | 1-4  | –––– | 1-0  | 1-3  | 0-2  | 2-2  | 0-7  | 3-3  |
| Florești          | 1-3  | 0-1  | –––– | 0-3  | 0-1  | 1-5  | 1-3  | 1-3  |
| Milsami Orhei     | 1-1  | 4-1  | 4-1  | –––– | 2-1  | 1-1  | 0-1  | 1-0  |
| Petrocub Hîncești | 3-0  | 6-1  | 2-0  | 1-1  | –––– | 5-0  | 0-0  | 1-0  |
| Sfîntul Gheorghe  | 1-1  | 0-1  | 4-1  | 3-4  | 0-1  | –––– | 0-3  | 1-0  |
| Sheriff Tiraspol  | 0-1  | 7-1  | 4-0  | 1-0  | 2-0  | 4-0  | –––– | 4-0  |
| Zimbru Chișinău   | 2-3  | 3-0  | 4-0  | 0-2  | 0-1  | 1-1  | 1-1  | –––– |

### Partite (15-28)
|                   | Băl  | Din  | Flo  | Mil  | Pet  | Sfî  | She  | Zim  |
| ----------------- | ---- | ---- | ---- | ---- | ---- | ---- | ---- | ---- |
| Bălți             | –––– | 3-0  | 3-0  | 0-1  | 1-2  | 0-0  | 0-3  | 1-0  |
| Dinamo-Auto       | 1-0  | –––– | 3-0  | 2-2  | 0-0  | 0-1  | 0-3  | 0-0  |
| Florești          | 0-3  | 1-5  | –––– | 0-3  | 3-4  | 0-3  | 1-3  | 0-3  |
| Milsami Orhei     | 0-2  | 2-5  | 5-0  | –––– | 1-3  | 2-2  | 1-1  | 3-0  |
| Petrocub Hîncești | 3-2  | 5-0  | 3-0  | 1-0  | –––– | 1-1  | 0-2  | 5-1  |
| Sfîntul Gheorghe  | 1-0  | 4-0  | 3-0  | 2-0  | 0-4  | –––– | 0-2  | 0-1  |
| Sheriff Tiraspol  | 2-0  | 7-0  | 3-0  | 0-1  | 1-0  | 2-0  | –––– | 6-0  |
| Zimbru Chișinău   | 2-1  | 1-2  | 3-0  | 1-2  | 0-3  | 1-1  | 1-1  | –––– |

## Spareggio promozione/retrocessione
Allo spareggio promozione/retrocessione vengono ammesse la penultima classificata in Divizia Națională (Zimbru Chișinău) e la seconda classificata in Divizia A. Poiché la prima classificata della Divizia A, lo Sheriff Tiraspol B, non può essere promosso in Divizia Națională, e la seconda classificata, il Victoria Chișinău, non ha ottenuto la licenza, il Dacia Buiucani ha ottenuto la promozione diretta, mentre la quarta classificata (Spartanii Selemet) ha disputato lo spareggio promozione-retrocessione.
|                   | Risultati |                 | Luogo e data             |
| ----------------- | --------- | --------------- | ------------------------ |
| Spartanii Selemet | 0 - 1     | Zimbru Chișinău | Hîncești, 26 maggio 2022 |

## Statistiche

### Capoliste solitarie
|    | ——     | ——     | ——            | ——            | ——            | ——            | ——            | ——            | ——            | ——            | ——            | ——       | ——       | ——       | ——  | ——       | ——       | ——               | ——               | ——               | ——               | ——               | ——               | ——               | ——               | ——               | ——               | —— |  |
|    | Zimbru | Zimbru | Milsami Orhei | Milsami Orhei | Milsami Orhei | Milsami Orhei | Milsami Orhei | Milsami Orhei | Milsami Orhei | Milsami Orhei | Milsami Orhei | Petrocub | Petrocub | Petrocub |     | Petrocub | Petrocub | Sheriff Tiraspol | Sheriff Tiraspol | Sheriff Tiraspol | Sheriff Tiraspol | Sheriff Tiraspol | Sheriff Tiraspol | Sheriff Tiraspol | Sheriff Tiraspol | Sheriff Tiraspol | Sheriff Tiraspol |    |  |
|    |        |        |               |               |               |               |               |               |               |               |               |          |          |          |     |          |          |                  |                  |                  |                  |                  |                  |                  |                  |                  |                  |    |  |
|    |        |        |               |               |               |               |               |               |               |               |               |          |          |          |     |          |          |                  |                  |                  |                  |                  |                  |                  |                  |                  |                  |    |  |
| 1ª | 2ª     | 3ª     | 4ª            | 5ª            | 6ª            | 7ª            | 8ª            | 9ª            | 10ª           | 11ª           | 12ª           | 13ª      | 14ª      | 15ª      | 16ª | 17ª      | 18ª      | 19ª              | 20ª              | 21ª              | 22ª              | 23ª              | 24ª              | 25ª              | 26ª              | 27ª              | 28ª              |    |  |

### Classifica marcatori
| Gol |  |  | Giocatore        | Squadra                                 |
| --- |  |  | ---------------- | --------------------------------------- |
| 17  |  |  | Vladimir Ambros  | Petrocub Hîncești                       |
| 15  |  |  | Sergiu Istrati   | Milsami Orhei                           |
| 11  |  |  | Mihai Plătică    | Petrocub Hîncești                       |
| 11  |  |  | Momo Yansane     | Sheriff Tiraspol                        |
| 8   |  |  | Emmanuel Alaribe | Bălți                                   |
| 8   |  |  | Adama Traoré     | Sheriff Tiraspol                        |
| 7   |  |  | Artem Fedorov    | Dinamo-Auto (5) / Petrocub Hîncești (2) |
| 7   |  |  | Serhij Moločko   | Bălți                                   |
| 7   |  |  | Nichita Moțpan   | Bălți                                   |
| 7   |  |  | Victor Stînă     | Sfîntul Gheorghe                        |